# Tváření

Plošné tváření – ohýbání.

Tváření je nedestruktivní technologický proces zpracování materiálu, při kterém dochází ke změně tvaru a mechanických vlastností materiálu. Při tváření kovů je nutno překročit mez pružnosti, ale nesmí být překročena mez pevnosti. Ke tváření jsou vhodné tvárné materiály, tj. takové materiály, které mají tyto meze od sebe dostatečně vzdálené.

## Rozdělení

### Podle charakteru tvářících sil
- působením statických sil – například válcování
- působení rázy – například kování
- působení vnitřním tlakem – autofretáž

### Podle teploty
- tváření za tepla – probíhá při teplotách vyšších než je rekrystalizační teplota tvářeného materiálu (nad 70% teploty tání materiálu)
- tváření za studena – probíhá při teplotách nižších než je rekrystalizační teplota tvářeného materiálu (do 30% teploty tání materiálu)

### Podle geometrických charakteristik
- Plošné tváření – tvářecí proces bez změny tloušťky (vytváření prostorového předmětu z rovinného) – tvarování plechu (hluboké tažení, lisování plechu, ohýbání, stříhání, bombírování …)
- Objemové tváření – tvářecí proces ve všech směrech objemu materiálu (kování, válcování, lisování, ražení, protlačování a extruze, tažení, …)